# Base aerea di Batajnica
La base militare colonnello-pilota Milenko Pavlović (in serbo Војни аеродром пуовник-пилот Миленко Павловић?), comunemente nota come Base Aerea di Batajnica, è la principale base aerea militare della Serbia. Si trova tra Batajnica e Nova Pazova, a circa 25 km a nord-ovest dal centro di Belgrado, in Serbia. È l'unico aeroporto in Serbia con due piste.

## Storia
La costruzione della base aerea iniziò nel 1947 e fu completata nel 1951, divenendo subito operativa. Lo scopo della base aerea era proteggere la capitale, Belgrado, dai possibili attacchi delle nazioni occidentali. Era nota come 177^ base aerea , che fu il suo nome fino alla riorganizzazione del 2006. Essa ospitava il 204º reggimento caccia, il 138º reggimento da trasporto e altre unità dell'aeronautica jugoslava.
Durante un bombardamento della NATO nel 1999 (Guerre Jugoslave), la base aerea fu pesantemente bombardata, subendo gravi danni.
Nel giugno 2006, due aerei da combattimento F-16 della Aviazione americana (USAF) atterrarono nella base aerea. Fu la prima visita ufficiale degli aerei americani in oltre 20 anni e la prima dopo il bombardamento. Nel giugno 2019, la base aerea di Batajnica ha cambiato ufficialmente il suo nome in colonnello-pilota Milenko Pavlović, in onore di Milenko Pavlović, un pilota ucciso durante il bombardamento NATO della Jugoslavia del 1999.

## Unità

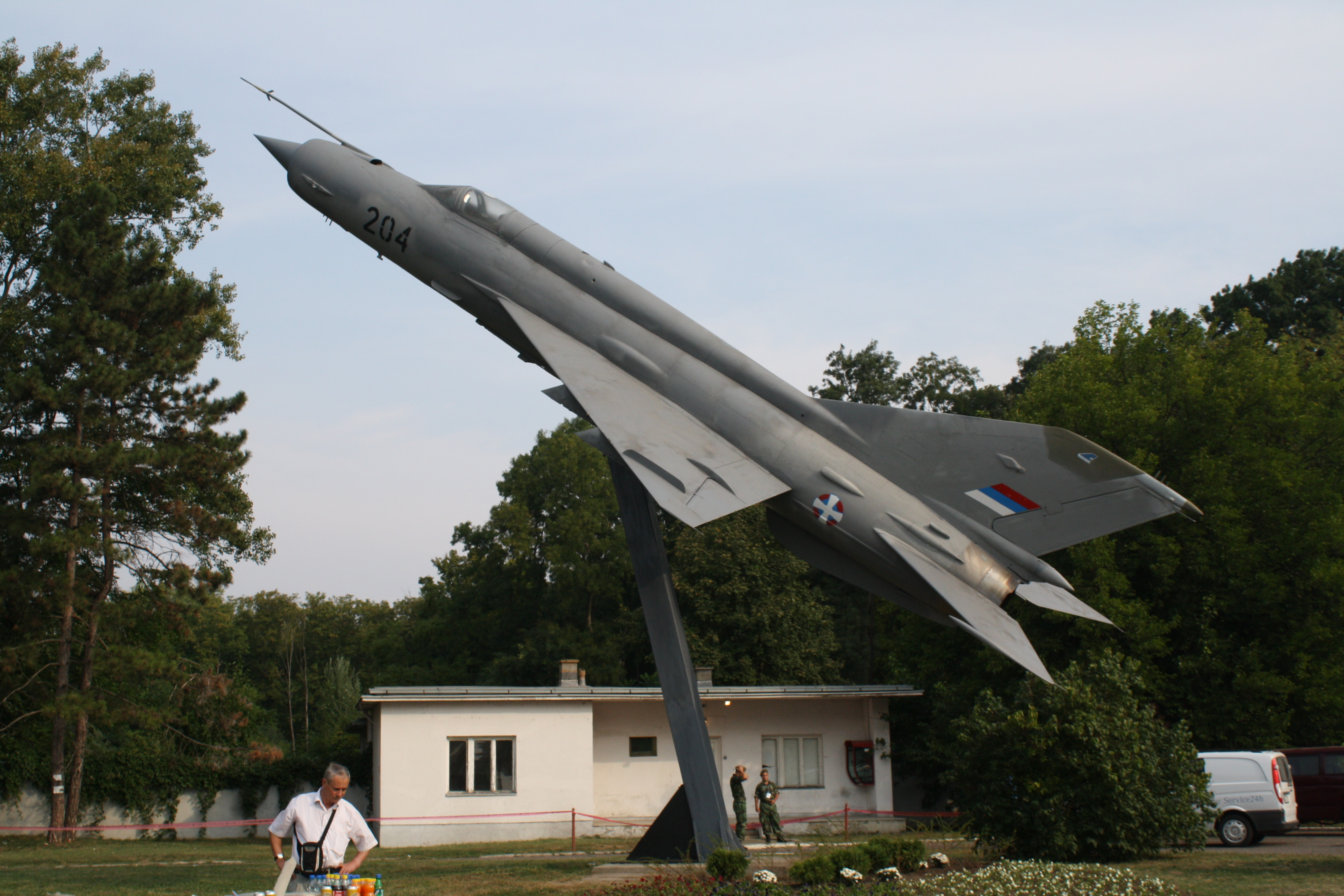
MiG-21bis esposto davanti alla base aerea

Unità dell'aeronautica serba che operano attualmente nella base.
- 204ª Brigata aerea, composta da:[1]

 101º Squadrone Caccia con Mikoyan-Gurevich MiG-21 e Mikoyan MiG-29.
 252º Squadrone da Trasporto
 138º Squadrone da Trasporto
 890º Squadrone misto di Elicotteri
24º Battaglione tecnico della base aerea
17º Battaglione di sicurezza della base aerea
177º Battaglione di contraerea della base aerea